# Lester del Rey

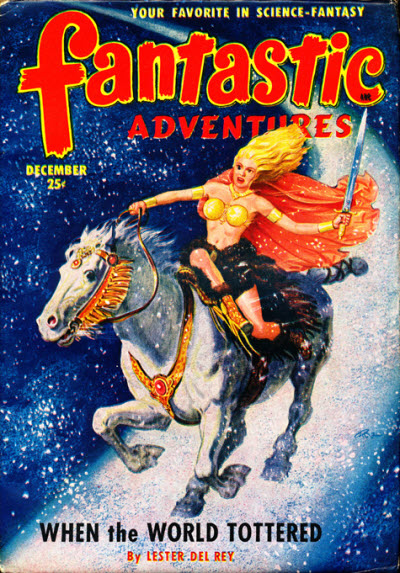
Fantastic Adventures 1950. decemberi száma, del Rey When the World Tottered című novellájával

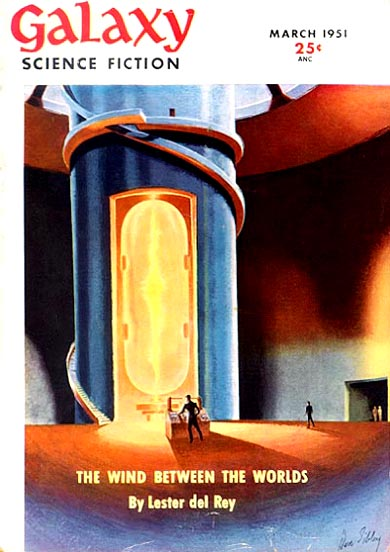
del Rey The Wind Between the Worlds című novellája a Galaxy 1951. márciusi számában

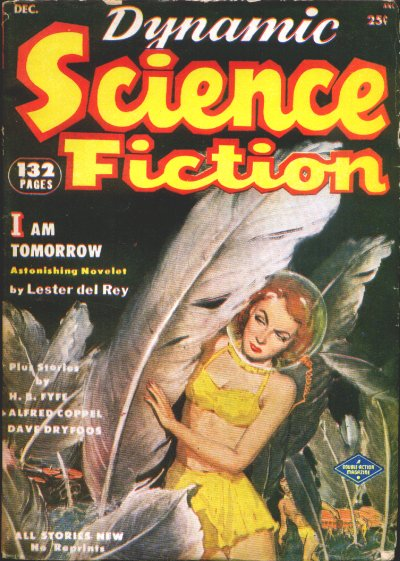
del Rey I Am Tomorrow című novellája a Dynamic Science Fiction 1952. első számában

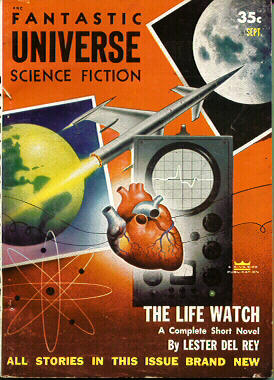
del Rey The Life Watch című novellája a Fantastic Universe 1954. szeptemberi számában

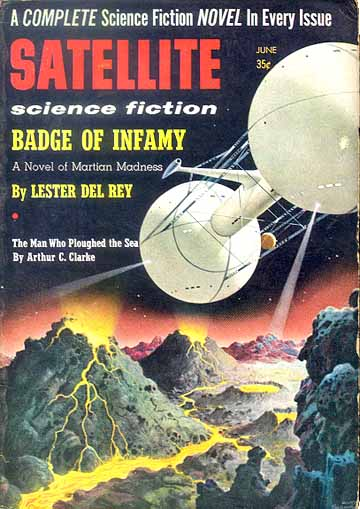
del Rey's Badge of Infamy című novellája a Satellite Science Fiction 1957. júniusi számában

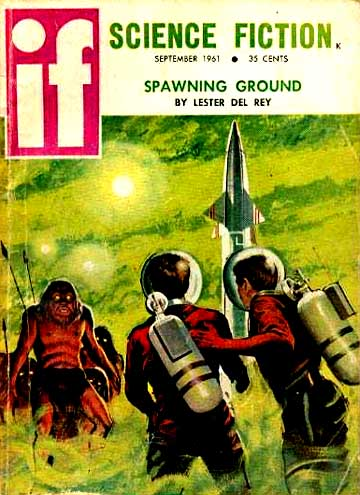
del Rey Spawning Ground című novellája az If magazin 1961. szeptemberi számában

Lester del Rey (Saratoga, Minnesota, 1915. június 2. – New York, 1993. május 10.) amerikai tudományos-fantasztikus író.

## Életpályája
Del Rey gyakran mondta azt az embereknek, hogy eredeti neve Ramon Felipe Alvarez-del Rey (néha pedig azt, hogy Ramon Felipe San Juan Mario Silvio Enrico Smith Heartcourt-Brace Sierra y Alvarez del Rey y de los Uerdes). A nővére egyértelműen megerősítette. hogy eredeti neve Leonard Knapp volt. Azt is állította, hogy az egész családja egy autóbalesetben halt meg 1935-ben. A valóságban ennek a balesetnek egyetlen áldozata del Rey első felesége volt.
Első munkái ponyvalapokban jelentek meg az 1930-as évek végén, az "amerikai sci-fi aranykorának" nevezett időszak elején. A kor legismertebb, legszínvonalasabb sci-fi magazinjával, az Astounding-gal is kapcsolatban állt, első novellája, a The Faithful is e lapban jelent meg 1938. áprilisában, saját neve alatt. Az 1938. decemberi számban került az olvasók elé Helen O'Loy című híres novellája, amely később a fontos The Science Fiction Hall of Fame című antológiába is beválogatásra került. 1939 végén a Farnsworth Wright által szerkesztett Weird Tales-ben is megjelentetett néhány írást, amelyben a sci-fi elemeket fantasy és horror elemekkel ötvözte.
Az 1950-es években del Rey volt az egyik legjelentősebb, a serdülő-korosztály számára alkotó író (Robert A. Heinleinnel és Andre Nortonnal együtt). Ebben az időszakban Erik van Lihn álnév alatt publikált. Az 1940-es évek elején veszített népszerűségéből, ezért a New York-i White Tower étteremben mint szakács kezdett dolgozni. Miután 1945-ben elvette második feleségét, Helen Schlaz-t, kilépett munkahelyéről, s ismét minden idejét az írásnak szentelte.
1947-ben ismerkedett meg Scott Meredith-tel a World Science Fiction Convention-on, ezután az akkor megalakult Scott Meredith Literary Agency-nél kezdett dolgozni. Később több ponyvalap szerkesztője lett, 1952-ben és 1953-ban a következő lapokat szerkesztette: Space SF, Fantasy Fiction, Science Fiction Adventures, Rocket Stories és Fantasy Fiction. Szintén 1952-ben jelent meg első két regénye, amelyek közül az egyiket még abban az éven olasz nyelven is kiadtak. 1957-ben Damon Knight-tal közösen egy apró, amatőr magazint, a Science Fiction Forum-ot szerkesztette. Egy, a lap hasábjain a szimbolizmusról folytatott vita kapcsán del Rey elfogadta Knight kihívását, hogy komoly elemzést írjon James Blish Common Time című elbeszéléséről, amely arról szól, hogy egy átlagember elfogyaszt egy sonkás szendvicset.
Del Rey szerkesztői munkásságának legsikeresebb fejezete a negyedik feleségével, Judy-Lynn del Rey-el közösen a Ballantine Books-nál végzett munka volt, ahol 1977-ben megalapították a Del Rey Books című, fantasy és sci-fi regényeket kiadó könyvsorozatot. Del Rey egy csak férfiakból álló irodalmi csoport, a Trap Door Spiders tagja volt, ez szolgált alapul Isaac Asimov elképzelt nyomozócsoportja, a Black Widowers alapjául. Asimov csoportjában del Rey Emanuel Rubin modellje volt.
Del Rey 1972-ben a New England Science Fiction Associationtól  megkapta az Edward E. Smith emlékdíjat (a Skylark című művéért). 1985-ben a fantasy irodalomban végzett tevékenységéért Balrog-díjat vehetett át. A Science Fiction and Fantasy Writers of America 11. SFWA nagymesterré választotta 1990-ben.

## Munkái

### Novels
- Marooned on Mars (1952)
- Rocket Jockey (1952)
- Attack from Atlantis (1953)
- Battle on Mercury (1953)
- The Mysterious Planet (1953)
- Rockets to Nowhere (1954)
- Step to the Stars (1954)
- For I Am A Jealous People (1954)
- Preferred Risk (1955)  Frederik Pohl-lal közösen
- Mission to the Moon (1956)
- Nerves (1956)
- Police Your Planet(1956)
- Day of the Giants (1959)
- Moon of Mutiny (1961)
- The Eleventh Commandment (1962)
- Outpost of Jupiter (1963)
- The Sky Is Falling (1963)
- Badge of Infamy (1963)
- The Runaway Robot (1965)
- The Infinite Worlds of Maybe (1966)
- Rocket from Infinity (1966)
- The Scheme of Things (1966)
- Siege Perilous (1966)
- Tunnel Through Time (1966)
- Prisoners of Space (1968)
- Pstalemate (1971)
- Weeping May Tarry (1978) Raymond F. Jones-szal közösen

### Novellagyűjtemények
- ... And Some Were Human (1948)
- Robots and Changelings (1957)
- The Sky is Falling és Badge of Infamy (1966)
- Mortals and Monsters (1965)
- Gods and Golems (1973)
- The Early del Rey (1975)
- The Early del Rey: Vol 1 (1976)
- The Early del Rey: Vol 2 (1976)
- The Best of Lester del Rey (1978)
- War and Space (2009)
- Robots and Magic (2010)

### Nem irodalmi jellegű munkák
- Rockets Through Space (1957)
- Space Flight, General Mills, Inc. 1958, 1957; Golden Press, 1959
- The Mysterious Earth (1960)
- The Mysterious Sea (1961)
- The Mysterious Sky (1964)
- The World of Science Fiction, 1926-1976: the History of a Subculture (1980)

### Szerkesztői munkái
- The Year After Tomorrow with Carl Carmer & Cecile Matschat (1954)
- Best Science Fiction of the Year #1-#5 (1972–1976)

## Magyarul megjelent művei
- A szökevény robot; ford. Árokszállásy Zoltán; Móra, Bp., 1977 (Delfin könyvek)
- Esti ima (novella, Galaktika 10., 1974)
- Az épület (képregény az író műve nyomán, Galaktika 10., 1974)
- Ignác szerencséje (novella, Galaktika 33., 1979)
- A Vénusz... (novella, Galaktika 33., 1979)
- Természetes előny (novella, Galaktika 124., 1991)
- Gép Heléna (novella, Galaktika 160., 1994)
- Sötét küldetés (novella, Metagalaktika 3., 1982)

## Fordítás
- Ez a szócikk részben vagy egészben  a   Lester del Rey című angol Wikipédia-szócikk ezen változatának fordításán alapul.  Az eredeti cikk szerkesztőit annak laptörténete sorolja fel. Ez a jelzés csupán a megfogalmazás eredetét és a szerzői jogokat jelzi, nem szolgál a cikkben szereplő információk forrásmegjelöléseként.